# National Geographic (tv-kanal)
|  | Sammenskrivningsforslag Artiklen National Geographic Channel UK er foreslået føjet ind i National Geographic (tv-kanal). (Siden november 2021) Diskutér forslaget |

National Geographic er TV-kanalen til mediekoncernerne National Geographic Society og The Walt Disney Company.
National Geographic er mest kendt for tidsskriftet med samme navn. Kanalen blev lanceret i Europa og Australien i september 1997 og sender i dag til 230 millioner husstande i 162 lande, på 27 sprog. I Europa når kanalen 43 millioner husstande i 39 lande og sender på 18 sprog.
Kanalens programmer drejer sig specielt om, natur, dyreliv, videnskab, historie og samfund og programmerne sendes ofte i serier på 10-12 enkeltprogrammer om samme emne.
I Danmark er kanalen tilgængelig ved bl.a. Viasat, og Canal Digital